# Solita camino
Solita camino es una serie de televisión chilena transmitida por Mega, basada en una historia que gira en torno a la pedofilia. Fue rodada a mediados de 2012. Se estrenó el día lunes 1 de octubre de 2012 a las 23:15 horas y obtuvo un índice de audiencia de 5,6 puntos.
La serie se convirtió en una de las grandes ganadoras de los fondos anuales del Consejo Nacional de Televisión (2011). El proyecto fue adjudicado por la cadena televisiva Mega.
La superproducción recibió a cerca de $122.084.382 de pesos por parte del Consejo Nacional de Televisión y el resto del financiamiento será puesto por Mega, lo que sumará cerca de un millón de dólares.

## Argumento
Manuela, es una joven de 14 años de clase media alta, que ha sido abusada por su padrastro desde que su viuda madre decidió rehacer su vida. La historia comienza doce años después del accidente aéreo donde su padre biológico falleció, cuando Manu y su familia reciben inesperadamente la noticia de que han encontrado los restos perdidos desde entonces en la Cordillera. La posibilidad de esclarecer las circunstancias de la muerte y dar por cerrado el duelo pendiente, llevan a que Manu descubra una dolorosa verdad: su padre biológico no es quien murió, sino Claudio Andrade (45), su padrastro, el hombre con quien su madre se casó dos años después de enviudar; el hombre que ha abusado sexualmente de ella desde que entró a la familia.
Enfrentada a una desconocida e inesperada historia, Manu comienza a reaccionar con rebeldía ante todo lo que la rodea, alejándose de su madre y teniendo que enfrentarse a una solitaria adolescencia, escondiendo con temor su doloroso secreto y viviendo fuertes experiencias que la harán crecer hasta por fin estar preparada para encarar al abusador, levantarse, mirar el futuro y seguir caminando.

## Elenco
- María de los Ángeles García como Manuela Izquierdo.
- Claudia Celedón como Mariana Aguirre.
- Alejandro Goic  como Claudio Andrade.
- Lucy Cominetti como Laura Izquierdo.
- José Martínez como Petersen.
- Peggy Cordero como Clara Izquierdo.
- Edgardo Bruna como Pedro Pablo.
- Pablo Krögh como Profesor Marín.
- Pedro Campos como Ángelo.
- Samuel González como Maxi.
- Carmina Riego como Doris
- Ramón Llao
- Manuel Peña
- Simón Lobos como Lucas Bravo.
- Lisette Lastra como Jacinta.
- Alejandra Flores
- Francisca Cárdenas
- Daniel Contesse
- Amalia Kassai

### Participaciones especiales
- Alejandro Trejo como Simón Rodríguez.
- Benito Quercia como Ginecólogo.

## Lista de episodios
| # | Título                     | Fecha de emisión        | Índice de audiencia |
| --- | -------------------------- | ----------------------- | ------------------- |
| 1 | «El Piloto»                | 1 de octubre de 2012    | 5.6                 |
| Manuela se enteró de que el cuerpo de su padre apareció en Chillán. Para confirmar la información, ella debe someterse a diversos exámenes para comprobar la identidad de Gonzalo Izquierdo. |                            |                         |                     |
| 2 | «De ida y vuelta»          | 8 de octubre de 2012    | 5,5                 |
| Manu intentó terminar con su vida y fue derivada a un centro hospitalario. Manuela se enteró de que Claudio es su verdadero padre. La joven no puede creer que sea su progenitor quien abuse de ella. Para escapar de la mala vida que lleva, tomará una drástica decisión que le traerá graves consecuencias. Por otro lado, Laura está en Chile, pese a que llegó hace poco quiere volver a París cuanto antes. |                            |                         |                     |
| 3 | «Una vuelta por el pasado» | 15 de octubre de 2012   | 3,2                 |
| Manuela se escapó de la clínica de rehabilitación junto a Lucas. En este acto de rebledía la joven consumirá drogas por primera vez. Mientras tanto, la policía continúa buscándola incansablemente. |                            |                         |                     |
| 4 | «La fiesta Inolvidable»    | 22 de octubre de 2012   | 4,0                 |
| Manuela tiene intenciones de asistir a la fiesta de una de compañera junto a Lucas, el joven que conoció en la clínica de rehabilitación. Por otro lado, Laura no puede salir de Chile porque le falta dinero. |                            |                         |                     |
| 5 | «¿?»                       | 29 de octubre de 2012   | 2,8                 |
| Mariana, la madre de Manu, se va a un retiro espiritual. Los problemas entre Claudio y Manu continúan. |                            |                         |                     |
| 6 | «El Atraso»                | 5 de noviembre de 2012  | 4,8                 |
| Manuela le reveló a sus compañeras de colegio que está con atraso y que posiblemente esté embarazada. El hijo podría ser de Lucas. Sus compañeras le recomiendan que se haga un aborto. |                            |                         |                     |
| 7 | «Fuerzas Naturales»        | 12 de noviembre de 2012 | 3,9                 |
| Claudio está celoso de los amigos de Manuela. Se enoja cada vez que ella se acerca a un hombre. Manuela se quedó sola con Claudio en la casa. Su madre y su hermana realizaron un viaje. Un terremoto sacudió al país y Manuela se inscribió como voluntaria para ayudar a reparar las zonas dañadas. |                            |                         |                     |
| 8 | «Manu está de moda»        | 19 de noviembre de 2012 | 4,1                 |
| Manuela se quedará a dormir en la casa de Laura porque no quiere estar cerca de Claudio. Su madre no entiende la situación. Manu se convirtió en rostro para el comercial de una campaña de gobierno. Como es menor de edad, la niña ncecesita autorización legal de sus padres. Durante la sesión, la joven besó a Pedro, el novio de su hermana.                                                                |                            |                         |                     |
| 9 | «Pregúntale a Alicia»      | 26 de noviembre de 2012 | 4,8                 |
| Una compañera de curso de Manuela se suicidó en el colegio. La niña se quitó la vida ahorcándose en la sala de ensayo de teatro del establecimiento, habría sido víctima de bullying. |                            |                         |                     |
| 10 | «El Mar»                   | 3 de diciembre de 2012  | 5,1                 |
| Manuela decidió ir a Valparaíso junto a sus compañeros de curso. La joven se inscribió a un taller de fotografía y está haciendo nuevos amigos. La joven se está relacionando con una joven con gustos homosexuales. |                            |                         |                     |
| 11 | «El Tribunal»              | 10 de diciembre de 2012 | 5,6                 |
| Manuela le confesó a su madre que Claudio abusa de ella. La joven reveló el secreto, pero su madre no le creyó. Cree que todo es un invento. Claudio fue acusado de plagiar una tesis, su cargo como decano está en peligro. Anates de ir a su defensa, entró a la pieza de Laura y comenzó a tocarla. Por otro lado, Laura se irá a Francia.                                                                     |                            |                         |                     |
| 12 | «La sesión»                | 17 de diciembre de 2012 | 6,0                 |
| Laura le contó a su hermana Manuela que Claudio también se aprovechó de ella cuando era niña. Durante la celebración de Navidad, Manuela y Laura quisieron contar la verdad. Como regalo le escribieron una carta a su madre en donde le decían todo lo que Claudio había hecho con ellas. |                            |                         |                     |